# Buff Cobb
Pour les articles homonymes, voir Cobb.
Buff Cobb, née Patrizia Cobb Chapman le 19 octobre 1927 à Florence en Italie, morte le 12 juillet 2010 dans le New Hampshire, est une actrice américaine d'origine italienne, également productrice, et animatrice avec son ex-mari Mike Wallace d'un des premiers talk-show de la télévision, « Mike and Buff ».

## Biographie
Née à Florence en Toscane d'un père Frank Chapman chanteur d'opéra et d'Elizabeth Cobb, mère dramaturge dont le père était l'humoriste Irvin S. Cobb, sa famille émigre aux États-Unis d'abord à New York puis à Santa Monica en Californie. Ses parents divorcent alors qu'elle est encore jeune, et son père se remarie avec la mezzo-soprano Gladys Swarthout.
Elle se marie à l'âge de 19 ans avec Greg Bautzer (en), le premier de ses quatre maris, dont elle divorce six mois après. En 1947 elle se remarie avec l'acteur William Eythe à Manhattan, dont elle divorce en 1948. Elle rencontre le journaliste Mike Wallace à Chicago lors de sa tournée pour la pièce Private Lives. Elle lance avec lui sur CBS le talk-show « Mike and Buff », dans lequel le couple débat de différents sujets avec des experts de leurs domaines. Elle produit par la suite plusieurs pièces de théâtre, dont une est récompensée par un Tony Award.
Elle meurt en 2010 à Lebanon dans le New Hampshire à l'âge de 82 ans, son corps étant donné à la science.

## Théâtre
- 1946-1948 : Private Lives (actrice)
- 1964 : Never Live Over a Pretzel Factory  (productrice)
- 1973 : Children of the Wind (productrice)

## Filmographie
- 1956 : Anna et le Roi de Siam

## Télévision

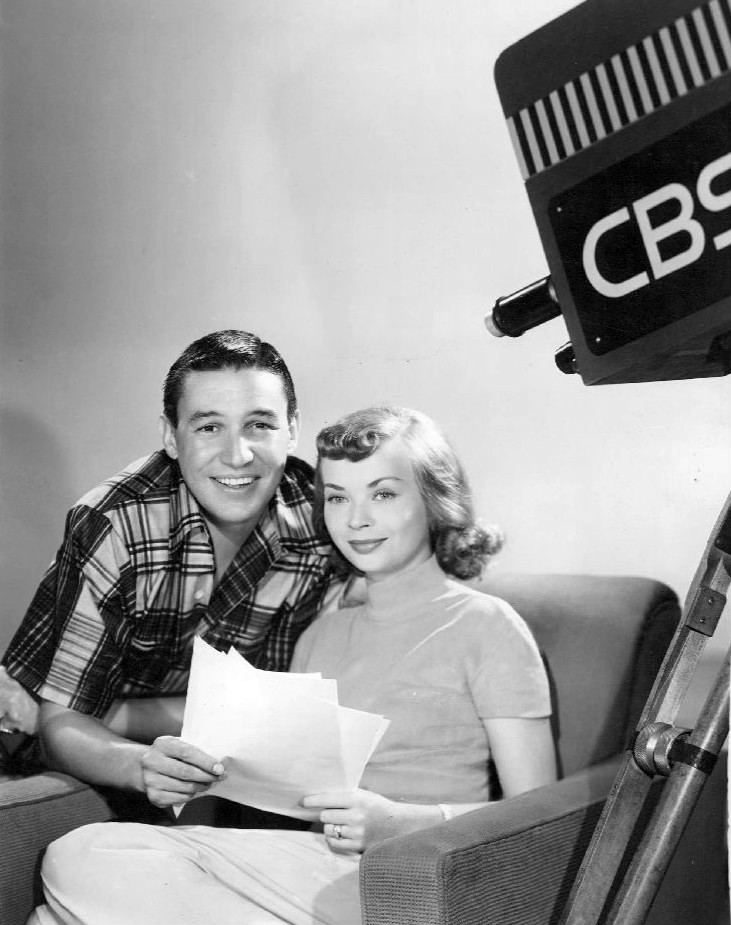
Mike Wallace et Buff Cobb en 1951.

- 1951-1953 : Mike and Buff
- 1953 :  Masquerade Party

## Distinctions
- 1963 : Tony Award pour la production de Too True to Be Good (en) de George Bernard Shaw.